# Karnaubský vosk

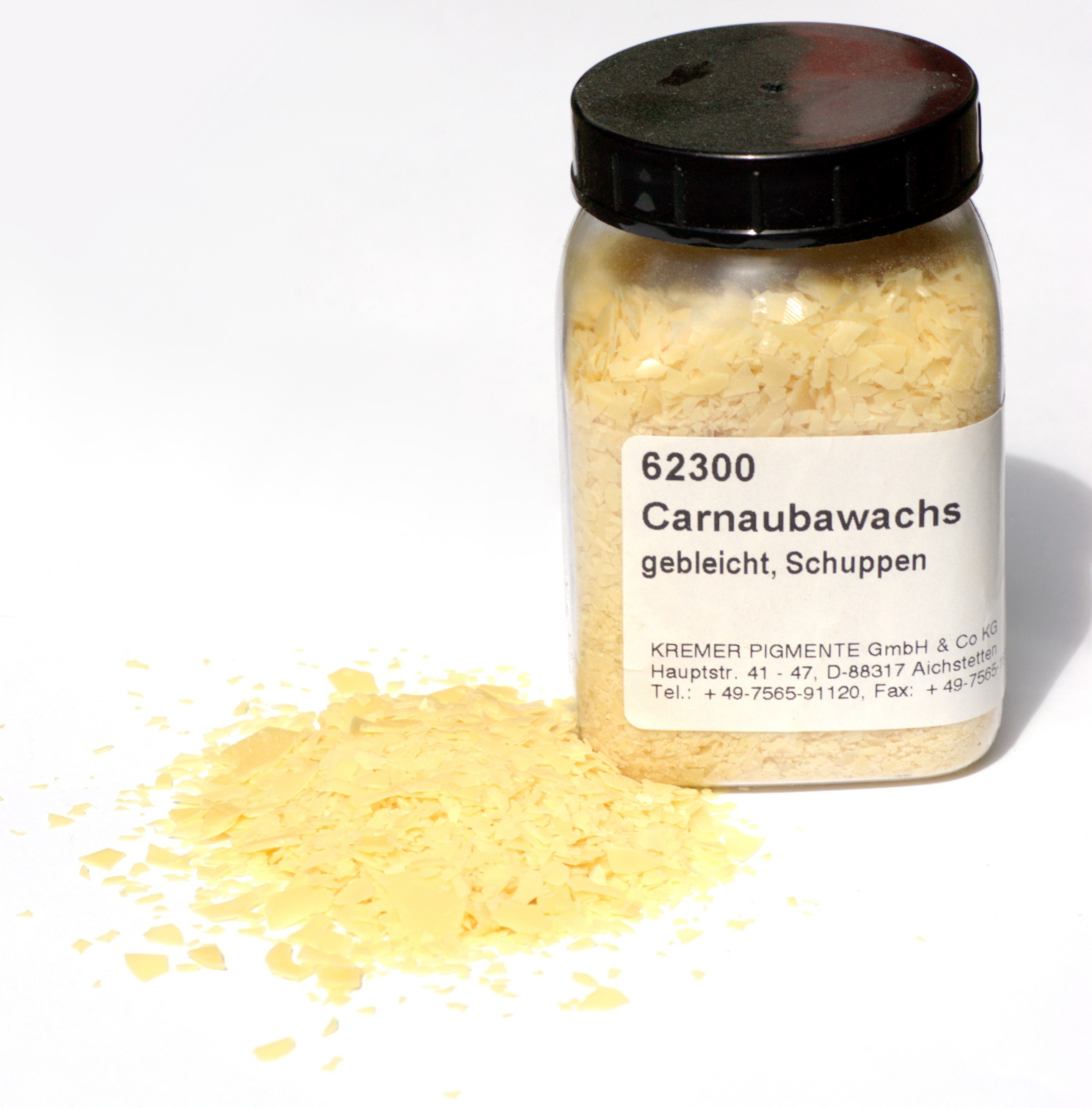
Karnaubský vosk

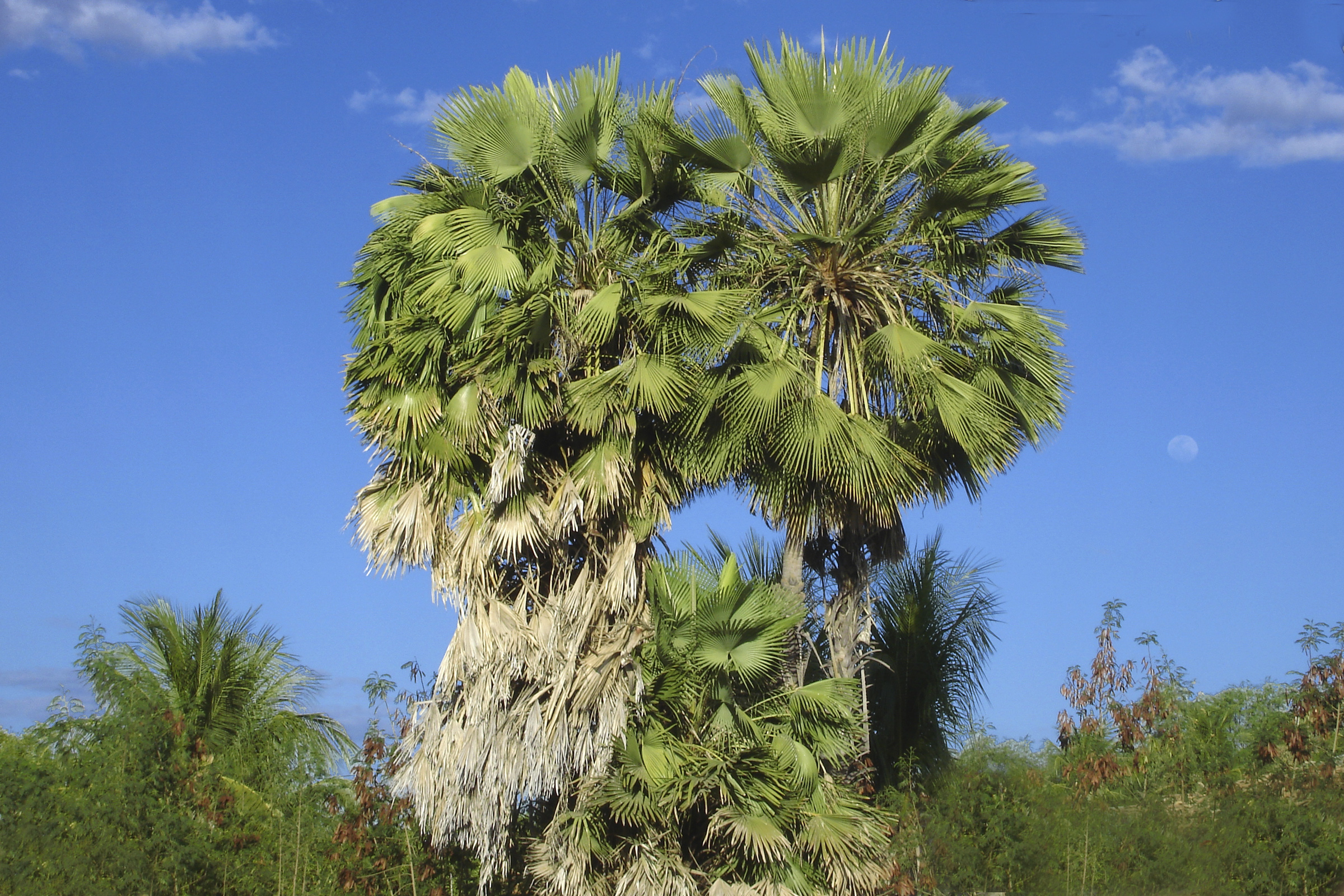
Palma kopernicie voskonosná, z jejíchž listů se získává karnaubský vosk

Karnaubský vosk je vosk získávaný z listů brazilské palmy kopernicie voskonosné (Copernicia prunifera). Vědeckým synonymem k uvedenému názvu je Copernicia cerifera. Patří k tvrdým přírodním voskům a má vysoký bod tání.
Vosk se získává při drcení sušených listů. Rafinuje se, bělí a konečným produktem jsou malé amorfní voskové vločky nažloutlé barvy.
Hlavními složkami karnaubského vosku jsou estery mastných kyselin (80–85 %), mastné alkoholy (10–16 %), kyseliny (3–6 %) a uhlovodíky (1–3 %). Charakteristický je pro něj obsah glykolů (zhruba 20 %), hydroxylových mastných kyselin (okolo 6 %) a kyseliny skořicové (asi 10 %).
Užívá se v kosmetice, přičemž podle Mezinárodní nomenklatury kosmetických přísad (INCI) je jeho název „Copernicia cerifera (carnauba) wax“. Jinde se uvádí „Copernicia Cerifera Cera“. Dále je užíván v potravinářství, v němž se značí E 903. Používá se ke snížení odpařování vody z ovoce, ke zvýšení lesku cukrovinek (lentilky, želé) aj. Bývá obsažen v  prostředcích k autokosmetice, v krémech na boty a voscích na nábytek. Používá se k dosažení lesklosti v mnoha různých podobách. Užívá se ve farmacii jako součást potahovaných tablet. Někdy je používán v kombinaci se včelím voskem.
V letech 1887–1889 se karnaubský vosk přidával do hmoty, z níž se vyráběly bílé experimentální fonografické válečky.